# 釈日本紀
『釈日本紀』（しゃくにほんぎ）は、鎌倉時代末期の『日本書紀』の注釈書。『釈紀』の略がある。全28巻。

## 成立
著者は卜部兼方（懐賢）。著作年代は未詳だが、平野社系卜部家であった兼方の父兼文が、文永元年（1264年）または建治元年（1275年）に前関白一条実経らに講義を行った。このときの説話に、奈良時代以降の数々の『日本書紀』注釈史料を参照して編集したとする。正安3年（1301年）には写本が確認でき、つまりはこの20余年の間に編まれたと考えられる。

## 評価
史料には『上宮記』、『日本紀私記』、『風土記』、『古語拾遺』、『天書』、『安斗智徳日記』、『調連淡海日記』、『先代旧事本紀』等、現在では散逸している書物を参照しており、これらを逸文として残している。『日本紀私記』などは、奈良から平安初期の朝廷でしばしば行われた『日本書紀』の訓み方の講書記録にすぎなかったが、兼方は卜部家に伝わる家説に諸種の私記を併せ、解題・注音・乱脱・帝王系図・述義・秘訓・和歌の7部門に分け、兼方の厳密な書紀原文解釈の集大成とした。このため『古事記』、『日本書紀』の欠を補う史料として評価が高い。

## 刊行本
- 国史大系
  - 『釈日本紀』経済雑誌社〈国史大系 第7巻〉、1898年（明治31年）、509 - 934頁。全国書誌番号:50001943。
  - 『国史大系 日本書紀私記・釈日本紀・日本逸史（新訂増補 新装版）』 黒板勝美編 吉川弘文館 ISBN 4642003096
- 『釈日本紀』（1）～（3） 前田育徳会尊経閣文庫編 八木書店 ISBN 4840623279、ISBN 4840623287、ISBN 4840623295

## 参照
1. ↑  ブリタニカ国際大百科事典 小項目事典。
2. ↑  世界大百科事典 第2版。